# 池内裕美
池内 裕美（いけうち ひろみ）は、日本の社会学者、社会心理学者。関西大学社会学部教授。博士（社会学）(関西学院大学・2002年)。専門は社会心理学、産業心理学、消費者心理。
兵庫県神戸市出身。
近年は悪質クレーマー問題、カスタマーハラスメント、「溜め込み」などの社会問題について解説やコメントをすることが多い。

2019新型コロナウイルスに関連したマスク、トイレ紙買い占め問題に関する消費者心理の解説がある。

## 略歴
- 1991年、関西学院大学 商学部 卒業
- 1993年、関西学院大学 修士 (商学)
- 1997年、関西学院大学 修士 (社会学)
- 2000年、関西学院大学 博士課程 社会学研究科 単位取得満期退学
- 2001年、日本学術振興会 特別研究員 (PD)
- 2003年、関西大学 社会学部 専任講師
- 2004年、関西大学 社会学部 助教授
- 2007年、関西大学 社会学部 准教授
- 2011年、関西大学 社会学部 教授

大学院修了後、広告デザイン会社勤務経験あり

## 著書

### 共編著
- 『消費者心理学』（山田一成他との共著、2018年、勁草書房）

### 分担執筆
- 『消費者行動の心理学』(2019年、北大路書房)
- 『広告コミュニケーション研究ハンドブック』（2015年、有斐閣）
- 『暮らしの中の社会心理学』（2012年、ナカニシヤ出版）